# Случај Опенхајмер
„Случај Опенхајмер” је југословенски ТВ филм из 1970 године. Режирао га је Арсеније Јовановић а сценарио је написао Рајнард Кипхард

## Улоге
| Глумац             | Улога              |
| ------------------ | ------------------ |
| Бранко Плеша       | Роберт Оппенхајмер |
| Светолик Никачевић | Гордон Греј        |
| Предраг Тасовац    | Лорд Еванс         |
| Јанез Врховец      | Томас Морган       |
| Петар Банићевић    | Рогер Боув         |
| Душан Булајић      | К.Е. Ролан         |
| Ђорђе Јелисић      | Херберт Маркс      |
| Владимир Поповић   | Лорд Харисон       |
| Стојан Дечермић    | Пуковник Пеш       |
| Јован Милићевић    | Роси Ломанитз      |
| Марко Тодоровић    | Едвард Телер       |
| Милош Жутић        | Ајнс Беки          |
| Браслав Борозан    | Арес Неглис        |
| Раде Марковић      | Исаак Раби         |